# S. H. Barnett
Pour les articles homonymes, voir Barnett.

S. H. Barnett, de son vrai nom Sandford Howard Barnett, est un scénariste américain né le 19 septembre 1908 à East Orange (New Jersey) et mort le 14 avril 1988 à Oxnard (Californie)

## Biographie
Barnett commence sa carrière dans l'agence de publicité J. Walter Thompson, puis au cours des années 1930 commence à écrire pour la radio.
Il écrit ensuite surtout pour la télévision, mais obtiendra néanmoins un oscar pour avoir écrit l'histoire ayant servi au scénario du film Grand méchant loup appelle.

## Filmographie

### Cinéma
- 1934 : Grand méchant loup appelle de Ralph Nelson

### Télévision
- 1952-1957 : Lux Video Theatre (en) (66 épisodes)
- 1960 : Tombstone Territory (en) (2 épisodes)
- 1961 : Bat Masterson (1 épisode)
- 1968 : Lassie (3 épisodes)
- 1968 : Bonanza (2 épisodes)
- 1970 : Les Aventuriers du Far West (1 épisode)
- 1975 : Auto-patrouille (1 épisode)

## Récompenses
- Oscars du cinéma 1965 : Oscar du meilleur scénario original pour Grand méchant loup appelle